# Едвард Любовський
Едвард Любовський (пол. Edward Lubowski; нар. 19 березня 1837, Краків, Польща — 17 травня 1923, Варшава, Польща) — польський драматург і письменник. Театральний критик.

## Біографія
Вивчав право в Ягеллонському університеті в Кракові. Брав участь в діяльності патріотичних студентських гуртків.
Учасник польського повстання 1863 року. Перебував в ув'язненні в Австрійській імперії.
З 1866 жив у Варшаві, де редагував «Kurier Świąteczny» і «Rodzina», як фейлетоніст і театральний критик співпрацював з багатьма іншими виданнями.
Похований на старому Повонзківському цвинтарі у Варшаві (кв. 74-1-23 / 24).

## Творчість
Е. Любовський — видатний польський драматург, комедіограф. Представник позитивізму.
Дебютував в пресі в 1860.
Перші твори створив під сильним впливом творчості Мольєра і Ежена Скриба, пізніше — Олександра Дюма-сина.
Автор комедій і фарсів, драматичних і історичних п'єс, одноактних бурлесків, повістей і мемуарів.

## Вибрані твори
Комедії і водевілі
- Pewność siebie (1858),
- Kariery (1862),
- Protegowany (1865),
- Żony uczonych (1866),
- Ubodzy w salonie (1867) і ін.

Драми
- Żyd (1868),
- Gonitwy (1874),
- Nietoperze (1874),
- Przesądy (1876),
- Sąd honorowy (1876),
- Pogodzeni z losem (1876),
- Jacuś (1884),
- My się kochamy (1887),
- Bawidełko (1891)
- Monsieur Blaise (1892),
- Królewicz (1895),
- Światowe rozrywki (1899)
- Nie wszystko złoto … (1901)
- Dzień Wigilii,
- Kiedyż obiad ?,
- Kto to? та ін.

Створив низку прозових творів. Основні теми — польське повстання 1863 року і суспільно-побутові проблеми:
- Wierzące dusze (в 2-х томах, 1864),
- Silni i słabi (1865),
- Co się stało w małym miasteczku (1867),
- Co się stało w małym miasteczku (1867),
- Aktorka (1871),
- Na pochyłości (1874),
- Cichy Janek i głośny Franek (1879),
- Skąpiec,
- Krok dalej (1885) та інші.

Протягом багатьох років друкував статті з оглядами театральних постановок в газетах і журналах «Bluszcz», «Tygodnik Ilustrowany», «Biblioteka warszawska», «Kurier warszawski».
Перекладав з англійської Шекспіра.

## Вшанування пам'яті
На тему Лубовського Ігнацій Шрайбер написав «Драматична творчість Едварда Любовського» (1929).

## Нагороди
2 травня 1923 р. Едвард Любовський був нагороджений Лицарським хрестом ордена Відродження Польщі.